# Chapel Hill Condominiums
De Chapel Hill Condominiums (of Chapel Hill Apartments) zijn een appartementencomplex gevestigd in een voormalig kerkgebouw in de Oost-Canadese stad St. John's. De kerk in Queen's Road was belangrijk als thuisbasis van het enige congregationalistische kerkgenootschap van Newfoundland. Sinds 1981 is het laat-19e-eeuwse gebouw door St. John's erkend als stedelijk onroerend erfgoed.

## Geschiedenis
De geschiedenis van het congregationalistische kerkgenootschap te St. John's gaat terug tot de late 18e eeuw. In 1857-1858 bouwde het genootschap een stenen kapel aan Queen's Road in Downtown St. John's. Die oorspronkelijke kapel werd echter vernietigd in de grote brand van 1892, die vrijwel het hele stadscentrum in as legde.
Datzelfde jaar nog werd begonnen met de bouw van het huidige gebouw in neogotische stijl, dat afgewerkt was op 15 september 1895. Vanaf 1902 scheen een van de lichtenlijnen van de haven van St. John's vanaf de torenspits.
Het zelfstandige kerkgenootschap kreeg het steeds moeilijker door een dalend aantal leden en de moeite om een vaste priester aan te stellen. Vanaf 1936 onderhandelde een comité van het congregationalistische genootschap met een comité van de eveneens aan Queen's Road gelegen presbyteriaanse St. Andrew's Church, om de mogelijkheid tot samensmelting met de presbyteriaanse kerk uit te zoeken. Dit plan werd in 1937 goedgekeurd en bijgevolg hield het congregationalitische genootschap op met bestaan vanaf 1938.
In latere jaren was het kerkgebouw aan Queen's Road in gebruik door zevendedagsadventisten. Op 15 april 1981 erkende het stadsbestuur het gebouw als zijnde onroerend erfgoed vanwege de esthetische en historische waarde. Op dat moment was het reeds herbestemd naar een woonfunctie. Behalve het weghalen van de torenspits is het gebouw langs buiten structureel hetzelfde gebleven.

## Gebouw

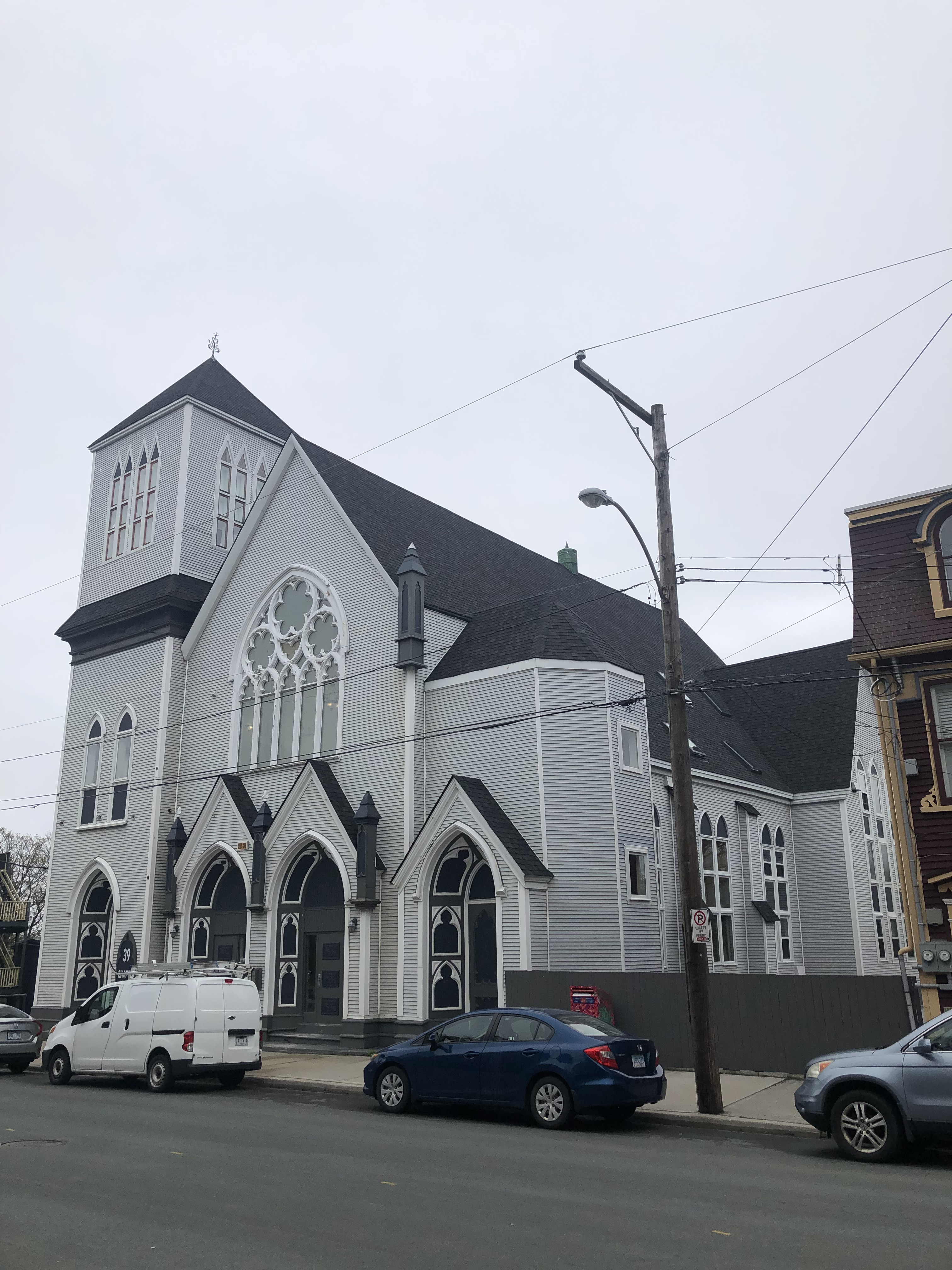
De Chapel Hill Condominiums in juni 2023. Bij opfrissingswerken zijn de vroegere roodbruine dakbedekking en roodbruine kleuraccenten vervangen door zwarte.

Het drie verdiepingen tellende gebouw is een goed voorbeeld van de neogotische bouwstijl, die tot uiting komt in de steile puntdaken, sierramen, gotische motieven en kruisbloem. Andere neogotische elementen zijn onder andere de grootte, vorm, decoratie en plaatsing van ramen, de 30 m hoge toren in de voorgevel, de verzonken bogen aan de voorgevel, het grote raam in de voorgevel met geometrisch maaswerk, minitorens aan de voor-, linker- en rechtergevel, schuine steunberen aan de linker- en rechtergevel en de algemene grootte en afmetingen van het gebouw.